# 第一号型駆潜特務艇

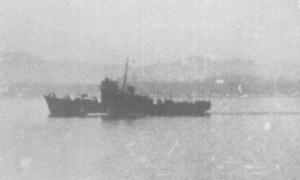
第一号型駆潜特務艇

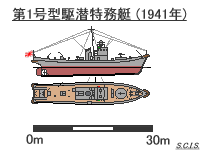
第一号型駆潜特務艇艦型図

第一号型駆潜特務艇（だいいちごうがたくせんとくむてい）は、日本海軍の駆潜特務艇。

## 開発
有事の局地用駆潜艇として木造艇が1939年（昭和14年）から計画され、試作として雑役船の公称1182号が横須賀工廠で、公称1183号が市川造船所で建造（艤装は横須賀）された。これを受け昭和16年度（1941年）からのマル急計画で第1号から第100号駆潜特務艇の100隻が各地の木造造船所で建造され1944年（昭和19年）までに竣工した。また昭和18年度（1943年）からのマル戦計画により更に第151号から第250号の100隻が建造され1945年（昭和20年）1月までに完成した。
マル急計画時は1隻780,000円で第70帝国議会で70隻、第81帝国議会で30隻の予算が成立し、計78,000,000円。仮称艦名は第500号艦から第599号艦。マル戦計画時は1隻866,000円で第84帝国議会で哨戒特務艇(木製100トン)として100隻の予算が成立し、計86,600,000円だった。こちらの仮称艦名は第2001号艦から第2100号艦だった。

## 艇型
用途としては、沿岸における哨戒と対潜攻撃を想定し、また港内での交通艇の用途や、曳船にも使えるよう考慮された。設計は逓信省の木船規定に準拠し、戦時の急速建造を考慮して構造や工作方法を決定した。実際の建造では計画より1年程度遅れたが、木材の入手困難と、それ以上の主機の量産の遅れが影響したという。特に工事簡易化はされなかったが、艤装品の簡易化と最後の艇若干が垂直煙突とマストを採用した。また操舵室、機械室などに防弾板を設置した。これらにより復元性が若干低下したので、後期の艇はバラストを搭載した。
主機は飛行機救難船に搭載して好評だった中速400馬力ディーゼルを搭載、量産を考慮して1軸とした。当時の漁船は7から8ノット、速い船でも9ノット程度であり、計画の11ノットは駆潜艇としては遅くても、漁船としては速いものだった。これを実現するために船体の長さを増し、その構造を頑丈にして対処した。
発電機として15kWと6kWのディーゼル発電機を搭載した。船の大きさの割には有力な装備であり、後の磁気機雷掃海の際に掃海具にそのまま電流を流せ、本型が活躍できる一因にもなった。
爆雷は九五式爆雷18個搭載し、手動投下台一型6基、同二型2基を設置する計画だったが、実際には5個載投下台(投下軌道)2組と爆雷庫内に12個の計22個を搭載した。
水測兵装(ソナー)は、吊下式水中聴音機と93式1型探信儀を各1組搭載する計画だったが、実際の探信儀は軽便探信儀を搭載し、後に三式2型探信儀に変更となった。
機銃は当初7.7mm機銃1挺だった。試作艇の完成図によると船橋前に7.7mm機銃1挺を装備している。機銃はその後1943年に13mm単装機銃、更に1945年に25mm単装機銃に変更された。外線部隊の艇では爆雷の搭載量を10個に減らし、後部に機銃1挺を追加した。「あ号作戦後の兵装装備の状況調査」で1943年から1944年の時点で第34,40,48,64,65,79,198号が13mm単装機銃2挺を装備したと記されている。

## 試作艇の要目
試作艇の要目は後の量産艇と若干違いがある。相違点のみを以下に列挙する。
- 排水量：基準約122英トン、公試126トン
- 全長：29.300m
- 吃水：公試平均1.910m

## 運用
試作艇の2隻と樺太庁警備船として建造された1隻を含めて、203隻もの同型船が建造された。太平洋戦争中は、北は千島から南はソロモン諸島まで活動を広げ、撃沈された艇は81隻に上った。
終戦後は、木造船体であることを買われ、第一号型哨戒特務艇とともに掃海艇として用いられることとなり、発電機と掃海具の搭載や、前部甲板への退避室設置などの改装を経て、日本近海にアメリカ軍が散布した磁気機雷の掃海作業に当たった。海上保安庁航路啓開部で35隻が運用された後に、1952年（昭和27年）8月1日に創設された保安庁傘下の警備隊に25隻が転属し、1954年7月1日に発足した海上自衛隊で引き続き運用された。海上保安庁と警備隊では「掃海船」と呼ばれていたが、海上自衛隊では掃海艇（艦種記号はMSI=Minesweeper, Inshore=内海掃海艇）と呼称された。海上自衛隊では「ちよづる」（旧称・第171号駆潜特務艇）を1番艇としてちよづる型掃海艇と称した。
海上保安庁と海上自衛隊で運用された本級は、長期に渡り掃海や救難警備に従事し、最後まで残った海上自衛隊の「いわつばめ」（旧称・第99号駆潜特務艇）は1964年（昭和39年）に退役した。退役した後にも、漁船となって使われ続けた船もあり、「小型とはいえ名艦と称すべき艇である」（『世界の艦船 日本海軍護衛艦艇史』p118）という評価もある｡

## 同型艇
- 艇番号：竣工日（船体建造所/兵装艤装工廠）。喪失日と原因（場所）、または戦後の状況。＞は所属変更を表す。

船体建造所は、市川=市川造船所（宇治山田市）、強力=強力造船所（宇治山田市）、小柳=小柳造船所（静岡市）、佐賀=佐賀造船鉄工所（新湊市）、四国=四国船渠工業所（高松市）、自念=自念造船鉄工所（門司市）、徳島=徳島合同造船（徳島市）、西井=西井造船所（宇治山田市）、林兼=林兼重工業（下関市）、福岡=福岡造船鉄工（福岡市）、福島=福島造船鉄工所（松江市）、船矢=船矢造船鉄工所（函館市）、三保=三保造船所（清水市）、村上=村上造船所（石巻市）、山西=山西造船鉄工所（石巻市）、米子=米子造船所（米子市）。
兵装艤装工廠は横須賀=横須賀海軍工廠、呉=呉海軍工廠、佐世保=佐世保海軍工廠、舞鶴=舞鶴海軍工廠。
- 第1号：1943年3月27日竣工（市川/横須賀)。戦後掃海艦指定＞運輸省＞海上保安庁巡視船「ちどり」、1960年10月25日除籍。
- 第2号：1943年3月15日竣工（山西/横須賀)。1944年10月6日英潜「タリ・ホー」（ペナン西方）。
- 第3号：1943年4月4日竣工（佐賀/舞鶴)。終戦時ラバウルに所在。
- 第4号：1943年4月18日竣工（市川/横須賀)。戦後掃海艦指定＞運輸省＞海上保安庁巡視船「きじ」＞保安庁警備隊（海上自衛隊）掃海艇、1956年4月1日除籍。
- 第5号：1943年2月26日竣工（林兼/佐世保)。1943年8月18日米駆「ニコラス」などの砲撃（ベララベラ島北方）。
- 第6号：1943年3月12日竣工（西井/呉)。1944年7月7日米潜（ラバウル沖）。
- 第7号：1943年3月12日竣工（強力/呉)。1944年10月14日米空母機で損傷（高雄）。
- 第8号：1943年4月17日竣工（山西/横須賀)。1944年9月9日触雷（スマトラ島バラワン港）。
- 第9号：1943年5月10日竣工（市川/横須賀)。1944年9月9日触雷（スマトラ島北岸）。
- 第10号：1943年4月9日竣工（佐賀/舞鶴)。1944年3月18日米艦艇の砲撃、米軍機の爆撃（ウエワク沖）。
- 第11号：1943年3月12日竣工（四国/呉)。終戦時香港に所在、1948年払い下げ「第一舞鶴丸」となる。
- 第12号：1943年4月6日竣工（自念/佐世保)。1943年8月18日米駆「ニコラス」などの砲撃（ベララベラ島北方）。
- 第13号：1943年3月12日竣工（福岡/佐世保)。1943年11月1日座礁中に米軍機の攻撃で大破放棄（ショートランド島西方）。
- 第14号：1943年5月8日竣工（小柳/横須賀)。1944年1月30日米空母機、艦艇の攻撃（マーシャル諸島ミレ島）。
- 第15号：1943年3月6日竣工（福島/呉)。1944年10月22日座礁中に米空母機の攻撃（フィリピン・マエストデカンポ島沖）。
- 第16号：1943年5月10日竣工（西井/呉)。1944年2月16日米陸軍機の爆撃（カビエン付近）。
- 第17号：1943年5月10日竣工（強力/呉)。1944年2月18日米陸軍機の爆撃（カビエン付近）。
- 第18号：1943年4月30日竣工（佐賀/舞鶴)。1944年1月30日米空母機、艦艇の攻撃（マーシャル諸島クェゼリン島）。
- 第19号：1943年4月24日竣工（三保/横須賀)。1944年1月30日米空母機、艦艇の攻撃（マーシャル諸島ミレ島）。
- 第20号：1943年4月15日竣工（四国/呉)。1945年7月22日触雷擱座（神戸港）。1947年払い下げ。
- 第21号：1943年5月5日竣工（福島/呉)。1944年1月30日米空母機、艦艇の攻撃（マーシャル諸島クェゼリン島）。
- 第22号：1943年6月20日竣工（市川/横須賀)。1944年3月30日米空母機の攻撃（パラオ諸島）。
- 第23号：1943年6月5日竣工（村上/横須賀)。1944年7月9日ニュージーランド機の爆撃（ラバウル）。
- 第24号：1943年7月8日竣工（自念/佐世保)。終戦時香港に所在。
- 第25号：1943年5月14日竣工（米子/舞鶴)。1944年1月31日米空母機の攻撃（マーシャル諸島ナウル島）。
- 第26号：1943年6月1日竣工（三保/横須賀)。1944年3月30日米空母機の攻撃（パラオ諸島）。
- 第27号：1943年7月10日竣工（小柳/横須賀)。戦後掃海艦指定＞運輸省＞海上保安庁巡視船「つばめ」、1950年10月28日座礁大破（島根県五十猛村沖）。
- 第28号：1943年5月26日竣工（佐賀/舞鶴)。1944年1月30日米空母機、艦艇の攻撃（マーシャル諸島ミレ島）。
- 第29号：1943年8月5日竣工（船矢/横須賀)。1944年2月22日米陸軍機の爆撃（カビエン付近）。
- 第30号：1943年7月10日竣工（村上/横須賀)。1943年11月4日米軍機の攻撃（ブーゲンビル島キエタ付近）。
- 第31号：1943年6月10日竣工（四国/呉)。1943年10月16日米陸軍機の爆撃（ニューブリテン島ラムバート岬沖）。
- 第32号：1943年6月15日竣工（山西/横須賀)。1944年9月24日米空母機の爆撃（ミンダナオ島南方）。
- 第33号：1943年5月21日竣工（林兼/佐世保)。1944年1月31日米軍機の攻撃（マーシャル諸島ナウル島）。
- 第34号：1943年8月14日竣工（市川/呉)。1944年2月19日米陸軍機の爆撃（カビエン南方）。
- 第35号：1943年8月17日竣工（山西/横須賀)。終戦時トラックに所在（推定）。
- 第36号：1943年8月5日竣工（西井/呉)。終戦時スラバヤに所在。1946年8月3日シンガポールで英軍に引き渡し。
- 第37号：1943年8月5日竣工（強力/呉)。1945年7月5日米潜「リザードフィッシュ」（バリ島南西）。
- 第38号：1943年6月28日竣工（林兼/佐世保)。1944年4月30日米空母機の攻撃（トラック島付近）。
- 第39号：1943年7月24日竣工（福岡/佐世保)。1944年9月21日米空母機の攻撃（シブヤン海東方）。
- 第40号：1943年8月20日竣工（福島/呉)。1944年1月22日米陸軍機の攻撃（アドミラルティ諸島マヌス島北方）。
- 第41号：1943年7月15日竣工（四国/呉)。終戦時スラバヤに所在。1946年8月3日シンガポールで英軍に引き渡し。
- 第42号：1943年8月27日竣工（自念/佐世保)。1945年6月23日米潜「ハードヘッド」（ジャワ海）。
- 第43号：1943年8月24日竣工（三保/横須賀)。1944年2月15日雑役船に編入「公称第1648号」、終戦時横須賀に所在、1947年まで使用。
- 第44号：1943年9月15日竣工（小柳/横須賀)。1944年2月15日雑役船に編入「公称第1649号」、終戦時横須賀に所在、1946年火災沈没。
- 第45号：1943年10月5日竣工（市川/呉)。終戦時シンガポールに所在。1946年7月末英軍に引き渡し、売却。
- 第46号：1943年7月20日竣工（佐賀/舞鶴)。1944年4月4日米空母機の攻撃（ウェーク島）。
- 第47号：1943年9月22日竣工（米子/舞鶴)。1944年3月20日米陸軍機の爆撃（ニューギニア島ホーランディア東方）。
- 第48号：1943年9月30日竣工（福島/呉)。1944年2月21日米陸軍機の爆撃（アドミラルティ島ニューハノーバー西端）。
- 第49号：1943年10月20日竣工（船矢/横須賀)。終戦時新潟に所在。1945年8月23日触雷沈没（新潟港灯台沖）。
- 第50号：1943年8月9日竣工（四国/呉)。1945年7月9日米潜「ブルーフィッシュ」（シンガポール北東）。
- 第51号(II)：1943年8月4日竣工（林兼/佐世保)。1944年6月13日米空母機の爆撃（マリアナ諸島）。
- 第52号(II)：1943年10月19日竣工（自念/佐世保)。1944年10月25日米軍機の爆撃（パラオ諸島）。
- 第53号(II)：1943年10月5日竣工（西井/呉)。1944年3月30日米空母機の攻撃（パラオ）。
- 第54号：1943年10月5日竣工（強力/呉)。1944年6月17日米空母機の爆撃（マリアナ諸島ロタ島）。
- 第55号：1943年11月15日竣工（市川/呉)。終戦時シンガポールに所在。1946年7月末英軍が接収、後売却。
- 第56号：1943年10月15日竣工（福岡/佐世保)。1944年6月17日米空母機の爆撃（マリアナ諸島ロタ島）。
- 第57号：1943年10月30日竣工（三保/横須賀)。戦後掃海艦指定＞運輸省＞海上保安庁巡視船「かわせみ」、1956年7月5日除籍。
- 第58号：1943年11月16日竣工（小柳/横須賀)。戦後掃海艦指定＞運輸省＞海上保安庁巡視船「うずら」、1960年1月16日除籍。
- 第59号：1943年8月28日竣工（四国/呉)。1945年7月米潜水艦（シンガポール沖）。
- 第60号：1943年10月18日竣工（山西/横須賀)。終戦時下関に所在。1945年9月台風で浸水擱座、1948年解体。
- 第61号：1943年9月11日竣工（佐賀/舞鶴)。終戦時シンガポールに所在。1946年7月末英軍が接収、後売却。
- 第62号：1943年8月27日竣工（林兼/佐世保)。1944年3月20日米陸軍機の爆撃（ニューギニア島ホーランディア東方）。
- 第63号：1943年12月25日竣工（自念/佐世保)。1945年6月10日衝突沈没（朝鮮半島木浦西方）。
- 第64号：1943年11月20日竣工（山西/横須賀)。1945年1月6日米軍機の爆撃（仏印プロコンドル島沖）。
- 第65号：1943年12月4日竣工（四国/呉)。終戦時大湊に所在。1945年12月14日擱座破壊（青森県三沢海岸）、1948年青森県に払下げ。
- 第66号：1943年10月24日竣工（林兼/佐世保)。1945年8月7日米陸軍機の爆撃（トラック島付近）。
- 第67号：1943年12月27日竣工（福島/呉)。終戦時海南島楡林に所在。
- 第68号：1943年12月9日竣工（三保/横須賀)。戦後掃海艦指定＞運輸省＞海上保安庁巡視船「かもめ」、1957年1月31日除籍。
- 第69号：1943年12月30日竣工（市川/呉)。終戦時呉で行動不能、1948年解体。
- 第70号：1943年9月30日竣工（四国/呉)。終戦時ペナンに所在。
- 第71号：1943年10月30日竣工（佐賀/舞鶴)。戦後掃海艦指定＞運輸省＞海上保安庁巡視船「ほおじろ」、1963年12月25日除籍。
- 第72号：1943年12月20日竣工（西井/呉)。戦後掃海艦指定＞運輸省＞海上保安庁掃海船「MS07号」朝鮮戦争で掃海に従事、後に「うみつばめ」と命名＞保安庁警備隊（海上自衛隊）掃海艇、1961年「掃海雑船22号」、1964年3月31日除籍。
- 第73号：1943年12月22日竣工（強力/呉)。1945年6月26日米駆逐艦「ビアーズ」他の砲撃（千島列島温弥右丹島南方）。
- 第74号：1943年11月17日竣工（林兼/佐世保)。終戦時基隆に所在。
- 第75号：1944年2月8日竣工（福岡/佐世保)。終戦時基隆に所在。
- 第76号：1944年1月29日竣工（福島/呉)。1944年12月11日米潜水艦「シーオウル」（対馬海峡）。
- 第77号：1943年12月20日竣工（小柳/横須賀)。1944年8月28日米陸軍機の爆撃（千島列島幌筵島沖）。
- 第78号：1943年10月15日竣工（四国/呉)。戦後掃海艦指定＞運輸省＞海上保安庁巡視船「おおとり」＞保安庁警備隊（海上自衛隊）、1956年特務艇「特務7号」＞1960年「特務雑船27号」、1961年5月1日除籍。
- 第79号：1944年2月26日竣工（市川/呉)。戦後掃海艦指定＞運輸省＞海上保安庁掃海船「MS08号」朝鮮戦争で掃海に従事、後に「ゆうひばり」と改名＞保安庁警備隊（海上自衛隊）掃海艇、1956年4月1日除籍。
- 第80号：1943年12月15日竣工（佐賀/舞鶴)。戦後掃海艦指定＞運輸省＞海上保安庁巡視船「せきれい」、1963年12月16日除籍。
- 第81号：1944年1月11日竣工（船矢/横須賀)。戦後掃海艦指定、1947年2月21日火災、座礁（石川県羽昨郡）、1948年解体。
- 第82号：1943年12月22日竣工（村上/横須賀)。1944年10月22日米軍機の爆撃（フィリピン・バラバック島）。
- 第83号：1943年12月22日竣工（林兼/佐世保)。終戦時馬公に所在。
- 第84号：1944年1月19日竣工（三保/横須賀)。1944年11月12日米軍機の爆撃（ボルネオ島サバン沖）。
- 第85号：1944年3月23日竣工（米子/舞鶴)。1945年7月8日米潜の雷撃（済州島から麗水の間）。
- 第86号：1943年12月20日竣工（山西/横須賀)。戦後掃海艦指定＞運輸省＞海上保安庁掃海船「MS09号」朝鮮戦争で掃海に従事、後に「はやたか」と命名＞保安庁警備隊（海上自衛隊）掃海艇、1956年特務艇「特務3号」、1960年「特務雑船26号」、1962年3月31日除籍。
- 第87号：1944年2月13日竣工（林兼/佐世保)。1944年10月12日米空母機の攻撃（台湾東港付近）。
- 第88号：1944年2月25日竣工（村上/横須賀)。戦後掃海艦指定＞運輸省＞海上保安庁掃海船「MS10号」朝鮮戦争で掃海に従事、後に「ゆうかり」と命名＞保安庁警備隊（海上自衛隊）掃海艇、1961年特務艇「特務4号」、1962年3月31日除籍。
- 第89号：1943年11月5日竣工（四国/呉)。戦後掃海艦指定＞運輸省＞1948年鹿児島水産専門学校に払い下げ。
- 第90号：1944年2月12日竣工（自念/佐世保)。戦後掃海艦指定＞運輸省＞海上保安庁掃海船「MS11号」後に「はくおう」と命名＞保安庁警備隊（海上自衛隊）掃海艇、1956年特務艇「特務4号」、1957年3月31日除籍。
- 第91号：1944年3月13日竣工（船矢/横須賀)。1945年1月25日米潜の雷撃（佐多岬沖）。
- 第92号：1944年1月27日竣工（山西/横須賀)。1944年10月4日座礁放棄（ルソン島サブタン水道入口）。
- 第93号：1944年3月1日竣工（福島/呉)。戦後掃海艦指定＞海上保安庁掃海船「MS12号」朝鮮戦争で掃海に従事、後に「みやこどり」と命名＞保安庁警備隊（海上自衛隊）掃海艇、1956年特務艇「特務5号」、1957年「特務雑船7号」、1958年6月1日除籍。
- 第94号：1944年3月9日竣工（小柳/横須賀)。1944年7月24日座礁、後に台風で沈没（ルソン島サブタン水道入口）。
- 第95号：1944年3月29日竣工（三保/横須賀)。1944年10月18日米空母機の攻撃（高雄）。
- 第96号：1944年3月10日竣工（市川/呉)。終戦時馬公に所在。
- 第97号：1944年2月10日竣工（西井/呉)。1945年4月19日米潜「セネット」（紀伊水道）。
- 第98号：1944年2月20日竣工（強力/呉)。1945年7月24日米空母機の攻撃（大阪）。
- 第99号：1944年3月11日竣工（林兼/佐世保)。戦後掃海艦指定＞運輸省＞海上保安庁掃海船「MS13号」朝鮮戦争で掃海に従事、後に「いわつばめ」と命名＞保安庁警備隊（海上自衛隊）、1961年「掃海雑船23号」、1963年3月31日除籍。
- 第100号：1944年2月10日竣工（佐賀/舞鶴)。終戦時鎮海に所在。
- 第151号：1944年3月14日竣工（山西/横須賀)。1945年4月15日座礁放棄（澎湖島南東）。
- 第152号：1944年2月10日竣工（四国/呉)。1944年末台湾沖で喪失。
- 第153号：1944年4月19日竣工（佐賀/舞鶴)。1945年7月6日触雷擱座（新潟港灯台沖）、1947年払い下げ。
- 第154号：1944年4月24日竣工（福岡/佐世保)。戦後掃海艦指定＞運輸省＞海上保安庁巡視船「うぐいす」、1960年12月24日除籍。
- 第155号：1944年4月25日竣工（山西/横須賀)。戦後掃海艦指定＞運輸省＞海上保安庁巡視船「しぎ」、1956年5月31日除籍。
- 第156号：1944年3月31日竣工（四国/呉)。1945年3月29日米陸軍機の爆撃（高雄北方）。
- 第157号：1944年4月20日竣工（福島/呉)。戦後掃海艦指定＞運輸省＞海上保安庁巡視船「あおさぎ」、1962年2月10日除籍。
- 第158号：1944年4月24日竣工（自念/佐世保)。戦後掃海艦指定＞運輸省、函館水産専門学校に払い下げ。
- 第159号：1944年5月17日竣工（西井/横須賀)。戦後掃海艦指定＞運輸省＞海上保安庁巡視船「ひなづる」、1963年1月25日除籍。
- 第160号：1944年5月3日竣工（林兼/佐世保)。終戦時下関に所在。1945年9月18日台風により座礁着底、1948年払い下げ。
- 第161号：1944年7月3日竣工（強力/横須賀)。戦後掃海艦指定＞運輸省＞海上保安庁巡視船「こたか」、1954年台風で大破（名古屋）。
- 第162号：1944年5月26日竣工（佐賀/舞鶴)。戦後掃海艦指定＞運輸省、1948年払い下げ。
- 第163号：1944年6月23日竣工（山西/横須賀)。1945年1月4日米空母機の爆撃で擱座（台湾海峡海口沖）。
- 第164号：1944年6月22日竣工（市川/横須賀)。終戦時下関で小破。戦後掃海艦指定＞運輸省、1948年舞鶴汽船に払い下げ。
- 第165号：1944年4月25日竣工（四国/呉)。1944年9月11日米潜水艦「アルバコア」（深島沖）。
- 第166号：1944年6月10日竣工（福島/呉)。戦後掃海艦指定＞運輸省＞海上保安庁巡視船「はと」、1963年2月5日除籍。
- 第167号：1944年6月13日竣工（林兼/佐世保)。1945年8月15日触雷沈没（広島県猫瀬戸）。
- 第168号：1944年7月6日竣工（米子/舞鶴)。戦後掃海艦指定＞運輸省＞海上保安庁掃海船「MS57号」、朝鮮戦争で掃海任務、後に「にしきどり」に改名＞保安庁警備隊（海上自衛隊）掃海艇、1956年特務艇「特務6号」、1957年3月31日除籍。
- 第169号：1944年5月31日竣工（自念/佐世保)。戦後掃海艦指定＞運輸省＞海上保安庁巡視船「やませみ」、1954年台風で大破。
- 第170号：1944年5月5日竣工（三保/横須賀)。終戦時多度津で行動不能、1948年払い下げ。
- 第171号：1944年5月11日竣工（小柳/横須賀)。戦後掃海艦指定＞運輸省＞海上保安庁掃海船「MS01号」、朝鮮戦争で掃海任務、後に「ちよづる」に改名＞保安庁警備隊（海上自衛隊）掃海艇、1961年「特務雑船28号」、1962年3月31日除籍。
- 第172号：1944年6月15日竣工（佐賀/舞鶴)。1945年5月26日触雷沈没（伏木港灯台付近）、1948年解体。
- 第173号：1944年5月30日竣工（福岡/佐世保)。戦後掃海艦指定＞運輸省＞海上保安庁巡視船「しらたか」、1959年2月28日除籍。
- 第174号：1944年6月22日竣工（西井/横須賀)。戦後掃海艦指定、1946年9月1日火災沈没（大竹）、1948年解体。
- 第175号：1944年8月9日竣工（山西/横須賀)。戦後掃海艦指定＞運輸省＞海上保安庁巡視船「かささぎ」、1959年2月10日除籍。
- 第176号：1944年8月9日竣工（市川/横須賀)。1945年1月4日米空母機の爆撃（台湾海峡海口沖）。
- 第177号：1944年5月18日竣工（四国/呉)。終戦時高雄に所在。
- 第178号：1944年7月7日竣工（福島/呉)。1945年8月から11月触雷中破（関門海峡）。1948年払い下げ。
- 第179号：1944年5月30日竣工（林兼/佐世保)。戦後掃海艦指定＞運輸省＞海上保安庁巡視船「やまがら」、1961年1月24日除籍。
- 第180号：1944年7月17日竣工（村上/横須賀)。1946年3月25日から26日火災沈没（大阪港）、1948年解体。
- 第181号：1944年6月15日竣工（船矢/横須賀)。戦後掃海艦指定＞運輸省＞海上保安庁巡視船「ひばり」、1962年2月20日除籍。
- 第182号：1944年7月3日竣工（強力/横須賀)。1945年7月30日米空母機の攻撃で大破（伊東）、終戦時横須賀で航行不能、1948年東京都に払い下げ。
- 第183号：1944年7月3日竣工（三保/横須賀)。戦後掃海艦指定＞運輸省＞海上保安庁巡視船「べにづる」、1954年6月15日除籍。
- 第184号：1944年7月14日竣工（佐賀/舞鶴)。戦後掃海艦指定、1948年払い下げ。
- 第185号：1944年9月3日竣工（山西/横須賀)。戦後掃海艦指定＞運輸省＞海上保安庁巡視船「はやぶさ」、1956年12月1日除籍。
- 第186号：1944年9月4日竣工（市川/横須賀)。戦後掃海艦指定＞運輸省＞海上保安庁巡視船「はつかり」、1959年台風で大破。
- 第187号：1944年6月3日竣工（四国/呉)。戦後掃海艦指定＞運輸省＞海上保安庁巡視船「やまどり」、1958年2月28日除籍。
- 第188号：1944年7月10日竣工（徳島/呉)。1945年7月2日触雷沈没（関門海峡）。
- 第189号：1944年7月31日竣工（林兼/佐世保)。1945年3月29日米陸軍機の爆撃（高雄北方）。
- 第190号：1944年7月25日竣工（自念/佐世保)。終戦時高雄に所在。
- 第191号：1944年7月28日竣工（福岡/佐世保)。終戦時香港に所在。
- 第192号：1944年6月30日竣工（小柳/横須賀)。1945年3月29日米陸軍機の爆撃（高雄北方）。
- 第193号：1944年8月20日竣工（西井/横須賀)。終戦時大湊に所在、掃海作業中に浸水着底、1947年浮揚後払い下げ、漁船に改造。
- 第194号：1944年8月21日竣工（三保/横須賀)。戦後掃海艦指定＞運輸省＞海上保安庁巡視船「みずどり」、1953年4月1日除籍。
- 第195号：1944年8月18日竣工（佐賀/舞鶴)。1945年6月6日触雷沈没（七尾湾）、1947年払い下げ。
- 第196号：1944年10月15日竣工（山西/横須賀)。戦後掃海艦指定＞運輸省＞海上保安庁巡視船「わかたか」＞保安庁警備隊（海上自衛隊）掃海艇、1956年特務艇「特務8号」、1961年「特務雑船31号」、1964年3月31日除籍。
- 第197号：1944年10月14日竣工（市川/横須賀)。1945年6月18日触雷沈没（関門海峡）。
- 第198号：1944年6月26日竣工（四国/呉)。戦後掃海艦指定＞運輸省＞海上保安庁巡視船「わかさぎ」、1963年12月16日除籍。
- 第199号：1944年8月17日竣工（福島/呉)。1945年4月（推定）触雷沈没（関門海峡）、1948年解体。
- 第200号：1944年7月25日竣工（林兼/佐世保)。1945年3月29日米空母機の攻撃（佐多岬西方）。
- 第201号：1944年9月1日竣工（林兼/佐世保)。1946年2月24日座礁（済州島南端）、現地で払い下げ。
- 第202号：1944年9月1日竣工（村上/横須賀)。戦後掃海艦指定＞運輸省＞海上保安庁掃海船「MS14号」、朝鮮戦争で掃海任務、1950年10月17日触雷沈没（朝鮮半島永興湾）。
- 第203号：1944年10月14日竣工（船矢/横須賀)。戦後掃海艦指定＞運輸省＞海上保安庁巡視船「ひよどり」＞保安庁警備隊（海上自衛隊）掃海艇、1965年3月31日除籍。
- 第204号：1944年9月18日竣工（米子/舞鶴)。終戦時廈門に所在。
- 第205号：1944年9月30日竣工（自念/佐世保)。1945年3月29日米空母機の攻撃（口之永良部島湾）。
- 第206号：1944年8月25日竣工（強力/横須賀)。1945年6月26日米駆逐艦の砲撃（千島列島温弥右丹島南方）。
- 第207号：1944年8月17日竣工（福岡/佐世保)。終戦時佐世保に所在、1946年解体。
- 第208号：1944年10月6日竣工（三保/横須賀)。1945年8月から11月触雷中破（関門海峡）、その後浸水沈没。1948年払い下げ。
- 第209号：1944年7月28日竣工（小柳/横須賀)。1945年6月26日米駆逐艦の砲撃で大破（千島列島温弥右丹島南方）。
- 第210号：1944年8月29日竣工（佐賀/舞鶴)。1945年5月5日爆撃（広東省媽宮）。
- 第211号：1944年9月20日竣工（西井/横須賀)。1945年7月18日米空母機の攻撃で擱座（横須賀）。
- 第212号：1944年10月25日竣工（山西/横須賀)。戦後掃海艦指定＞運輸省、1948年払い下げ。
- 第213号：1944年11月28日竣工（市川/横須賀)。終戦時横須賀で航行不能。1948年払い下げ。
- 第214号(I)：未成（四国/呉)。竣工前に樺太庁へ譲渡。
- 第214号(II)：1944年12月8日竣工（四国/呉)。戦後掃海艦指定＞運輸省＞海上保安庁掃海船「MS15号」、朝鮮戦争で掃海任務、後に「はやとり」に改名＞保安庁警備隊（海上自衛隊）掃海艇、1965年3月31日除籍。
- 第215号：1944年8月15日竣工（徳島/呉)。戦後掃海艦指定＞運輸省＞海上保安庁掃海船「MS16号」、朝鮮戦争で掃海任務、後に「ともづる」に改名＞保安庁警備隊（海上自衛隊）掃海艇、1962年3月31日除籍。
- 第216号：1944年9月13日竣工（林兼/佐世保)。1945年1月9日米空母機の爆撃で大破着底（台湾新竹南西方）。
- 第217号：1944年12月6日竣工（三保/横須賀)。戦後掃海艦指定＞運輸省＞海上保安庁巡視船「つぐみ」、1961年1月24日除籍。
- 第218号：1944年11月25日竣工（佐賀/舞鶴)。戦後掃海艦指定、1948年払い下げ。
- 第219号：1944年11月9日竣工（山西/横須賀)。戦後掃海艦指定＞運輸省＞海上保安庁巡視船「しらさぎ」＞保安庁警備隊（海上自衛隊）掃海艇、1956年特務艇「特務9号」、1957年「特務雑船8号」、1962年3月31日除籍。
- 第220号：1944年12月28日竣工（市川/横須賀)。終戦時上海に所在。1945年国府が接収「カオミン(Kaoming)」と命名、1949年中共所属、1971年頃除籍。
- 第221号：1944年8月28日竣工（四国/呉)。戦後掃海艦指定＞運輸省＞海上保安庁掃海船「MS02号」、朝鮮戦争で掃海任務、後に「よしきり」に改名＞保安庁警備隊（海上自衛隊）掃海艇、1961年「掃海雑船29号」、1962年3月31日除籍。
- 第222号：1944年11月1日竣工（福島/呉)。戦後掃海艦指定＞運輸省＞海上保安庁掃海船「MS03号」、朝鮮戦争で掃海任務、後に「はつたか」に改名＞保安庁警備隊（海上自衛隊）掃海艇、1965年3月31日除籍。
- 第223号：1944年11月25日竣工（自念/佐世保)。終戦時基隆に所在、1945年国府が接収「クァンクオ(Kuangkuo)」と命名、1949年中共所属、1971年頃除籍。
- 第224号：1944年10月5日竣工（福岡/佐世保)。1945年3月5日米空母機の攻撃（馬公付近）。
- 第225号：1944年8月31日竣工（小柳/横須賀)。1945年7月18日米空母機の爆撃（横須賀）。1948年解体。
- 第226号：1944年11月14日竣工（強力/横須賀)。1945年7月24日触雷により中破、航行不能（徳山）、1948年払い下げ。
- 第227号：1944年10月24日竣工（西井/横須賀)。戦後掃海艦指定＞運輸省＞海上保安庁巡視船「おしどり」、1956年1月31日除籍。
- 第228号：1944年9月21日竣工（林兼/佐世保)。終戦時佐世保に所在、1945年9月18日台風で浸水沈没、1948年払い下げ。
- 第229号：1945年1月11日竣工（三保/横須賀)。終戦時呉に小破で所在。
- 第230号：1944年10月25日竣工（佐賀/舞鶴)。1945年6月5日「あずさ丸」と衝突沈没（朝鮮半島摂島南方）。
- 第231号：1944年12月7日竣工（山西/横須賀)。戦後掃海艦指定＞運輸省＞海上保安庁掃海船「MS17号」、後に「しらとり」に改名＞保安庁警備隊（海上自衛隊）掃海艇、1962年3月31日除籍。
- 第232号：1944年12月31日竣工（西井/横須賀)。戦後掃海艦指定＞運輸省＞海上保安庁巡視船「おおたか」＞保安庁警備隊（海上自衛隊）掃海艇、1956年特務艇特務10号、1957年3月31日除籍。
- 第233号：1944年11月10日竣工（四国/呉)。1945年3月31日米空母機の攻撃（天草諸島下島西方）。
- 第234号：1944年11月1日竣工（福島/呉)。戦後掃海艦指定＞運輸省、1948年払い下げ。
- 第235号：1944年9月18日竣工（林兼/佐世保)。終戦時香港に所在。
- 第236号：1944年10月26日竣工（村上/横須賀)。戦後掃海艦指定＞運輸省＞海上保安庁巡視船「こまどり」、1953年12月31日除籍。
- 第237号：1945年1月15日竣工（船矢/横須賀)。1945年6月11日米陸軍機の爆撃（伊良湖岬東方）。
- 第238号：1944年11月25日竣工（米子/舞鶴)。終戦時基隆に所在。
- 第239号：1945年1月12日竣工（自念/佐世保)。戦後掃海艦指定＞運輸省＞海上保安庁巡視船「かり」、1953年12月31日除籍。
- 第240号：1945年1月9日竣工（小柳/横須賀)。終戦時上海に所在、国府が接収。
- 第241号：1944年10月22日竣工（小柳/横須賀)。戦後掃海艦指定＞運輸省＞海上保安庁掃海船「MS04号」、朝鮮戦争で掃海任務、後に「ふるたか」に改名＞保安庁警備隊（海上自衛隊）掃海艇、1956年特務艇「特務1号」、1960年「特務雑船25号」、1962年3月31日除籍。
- 第242号：1944年12月19日竣工（佐賀/舞鶴)。戦後掃海艦指定、1948年払い下げ。
- 第243号：1944年11月1日竣工（福岡/佐世保)。終戦時基隆に所在。
- 第244号：1944年12月1日竣工（西井/横須賀)。1945年5月20日米空母機の爆撃（沖縄南方）。
- 第245号：1944年11月5日竣工（強力/横須賀)。戦後掃海艦指定＞運輸省＞海上保安庁巡視船「まなづる」、1962年2月20日除籍。
- 第246号：1945年1月22日竣工（村上/横須賀)。戦後掃海艦指定＞運輸省＞海上保安庁掃海船「MS05号」、朝鮮戦争で掃海任務、後に「やまばと」に改名＞保安庁警備隊（海上自衛隊）掃海艇、1956年特務艇「特務2号」、1957年「特務雑船6号」、1958年6月1日除籍。
- 第247号：1944年12月11日竣工（強力/横須賀)。戦後掃海艦指定＞運輸省、1948年払い下げ。
- 第248号：1944年11月11日竣工（四国/呉)。1946年1月25日触雷沈没（壱岐水道）。
- 第249号：1944年11月14日竣工（福島/呉)。戦後掃海艦指定＞運輸省＞海上保安庁掃海船「MS06号」、朝鮮戦争で掃海任務、後に「かもづる」に改名＞保安庁警備隊（海上自衛隊）掃海艇、1962年3月31日除籍。
- 第250号：1944年10月6日竣工（林兼/佐世保)。戦後掃海艦指定、1948年払い下げ。